# محمد زكي عبد القادر
مُحمد زكي عبد القادر (ولد في 1906 وتوفيَ في 7 مارس 1982) هو صحافي وكاتب مصري، يُعتبر أحد أهم الصحفيين المصريين، وكان رئيس تحرير جريدة الأهرام ثُم أخبار اليوم.

## ولادته
وُلد محمد زكي عبد القادر في بلدة فرسيس من أعمال محافظة الشرقية سنة 1906م.

## تعليمه ومسيرته الصحفية
تلقى تعليمه الابتدائي في المدرسة الإلهامية التي سميت فيما بعد باسم (بنبا قادن). ونال شهادة الكفاءة سنة 1920م، والتحق بمدرسة الزقازيق الثانوية وحصل منها على شهادة الدراسة الثانوية البكالوريا في سنة 1922م، والتحق بمدرسة الحقوق، وتخرج فيها سنة 1926م حاصلًا على ليسانس الحقوق. وقد عين محررًا بجريدة "السياسة"، وبعد إغلاقها في سنة 1931م عمل بالمحاماة. ثم أصدر مجلة "الفصول" التي استمرت بعض الوقت. وعين محررًا بجريدة الأهرام في سنة 1937م، ومنذ سنة 1938م بدأ ينشر عموده الصحفي "نحو النور"، ودعي لإلقاء محاضرات على طلبة معهد الصحافة بجامعة القاهرة في سنة 1947م. وأشرف على جريدة الأهرام بعد وفاة رئيس تحريرها أنطون الجُمَيِّل من سنة 1948م إلى سنة 1950م. وفي هذه السنة انتقل إلى مؤسسة أخبار اليوم، وظل حتى وفاته يكتب عموده المشهور "نحو النور" في جريدة الأخبار. وعُيِّنَ في سنة 1956م رئيسًا لتحرير مجلّة "المختار" وهي الطبعة العربية لمجلة ريدرز ديجست (READER'S DIGIST).

## مؤلفاته
وإلى جانب مهنته الصحفية الحافلة بالنشاط كان هناك جانب آخر شغل نشاط محمد زكي عبد القادر، وهو التأليف، فقد ترك ثمانية عشر كتابًا منها:
1. أقدام على الطريق.
2. الحرية والكرامة الإنسانية.
3. صور من أوربا وأمريكا.
4. رسائل ومسائل.
5. قال التلميذ للأستاذ.
6. الله.. في الإنسان.
7. إرادة أم قدر.
8. حياة مزدوجة.
9. الخيط المقطوع.
10. على حافة الخطيئة.
11. أجساد من تراب.
12. نماذج من النساء.
13. الدنيا تغيرت.
14. وعاء الخطيئة.
15. الخواجة أبرامينو.
16. مختارات من "نحو النور".
17. محنة الدستور من 1923–1952م.
18. أشتات من الناس.

## نشاطه فيمجمع اللغة العربية بالقاهرة
انتخب عضوًا في مجمع اللغة العربية بالقاهرة عام 1980م، في المقعد الذي شغر بعد وفاة الدكتور عثمان أمين. ولم تطُل عضوية محمد زكي عبد القادر إذ وافته المنيّة عام 1982م. شارك منذ أن انتخب عُضوًا في المجمع في نشاط مجلس المجمع ومؤتمره ولجانه. وقد كان عضوًا في لجنة الألفاظ والأساليب، ولجنة ألفاظ الحضارة، ولجنة الأدب، كما ساهم ببحث في مؤتمر الدورة السابعة والأربعين. أما كلماته وبحوثه ضمن عضويته في المجمع فهي:
1. كلمته في حفل استقباله. (مجلة المجمع ج 47).
2. لغة الصحافة. (مجلة المجمع ج 47).[2]